# Mare liberum
Mare Liberum (La libertad de los mares) es una obra de Hugo Grocio, jurista de las Provincias Unidas de los Países Bajos, publicada en 1609. Defiende la libertad de navegación en alta mar.

## Contenido
La obra de Hugo Grocio refleja una cuestión palpitante en la época del autor: la conveniencia de la libre circulación de embarcaciones por los océanos del mundo -no así las zonas costeras, que pertenecen al ámbito del mar territorial y son competencia de cada estado en particular-. Asimismo, Grocio expone sus ideas acerca del comercio -vital para los holandeses-, y actividades como la pesca, que considera incompatibles con el concepto de mare clausum, que defendían las potencias de Inglaterra, España o Portugal. Este libro, que bien podría considerarse un opúsculo, es el capítulo XII de la obra De Indis (Sobre las Indias), que permaneció inédita y solo fue redescubierta en 1868 y publicada bajo el título De Iure Praedae (Sobre el derecho de captura): además, para esta época, las Provincias Unidas de los Países Bajos, se encontraban en guerra abierta contra su rey, a la sazón Felipe III, que era el rey de España. En principio, el libro de Grocio pretendía ser una justificación jurídica de un jugoso botín obtenido mediante la incautación por parte de los holandeses de la fragata portuguesa Santa Catarina. En el citado capítulo XII se convirtió en un alegato que proclamaba la libertad de navegación, comercio y pesca de los navíos en alta mar como un derecho inalienable para todas las naciones.
Grocio declaraba poco convincente el argumento esgrimido por las bulas papales del siglo XV (entre ellas las bulas alejandrinas), que habían otorgado la propiedad de la mayor parte del mundo conocido a los reinos de Portugal y de Castilla; potencias que más adelante se repartieron sus esferas de influencia en los Tratados de Tordesillas y de Zaragoza. El jurista holandés, protestante, no reconocía la autoridad del papado en esa cuestión, y en todo caso -afirmaba Grocio-, su dictamen únicamente atañería a los países en litigio y no así al resto del orbe, por lo que tampoco afectaría a aquellos considerados como infieles en el ámbito cristiano.
Grocio retomó el argumento del autor clásico Ulpiano según el cual los océanos eran ilimitados como lo es el aire, y no pertenecían a ninguna persona o nación en particular. El derecho de su uso y disfrute era común -res communis-, ya que en su origen no eran propiedad de nadie -res nullius-.

## Recepción y críticas
El opúsculo Mare Liberum tuvo gran repercusión, y los defensores de la idea del mare clausum contraatacaron: ese fue el caso del escocés William Welwod en su obra De dominio maris (Sobre el dominio de los mares), fechada en 1615, donde acusó a Grocio de justificar la pesca abusiva de los Países Bajos en aguas de Escocia.
El jurista holandés contestó a las críticas de Welwod en un nuevo libro, Defensa del quinto capítulo de Mare Liberum contra William Welwod, que no se conocería hasta 1872. Sin duda, la réplica al escrito de Grocio más destacada fue la obra Mare clausum de John Selden, publicada en 1635. Merece reseñarse también el estudio del monje portugués Serafín Freitas, De justo imperium lusitanorum asiático adversus Grotti Mare Liberum, fechada en 1625. Recientemente se ha hallado la que podría considerarse la réplica escrita más temprana: la atribuida al padre jesuita Nicolás Bonaert, nacido en Bruselas en 1564. El manuscrito data de 1610, un año después de la publicación del opúsculo grociano, y se titula Minos seu Mare Tutum, y ha sido estudiado por investigadores del Instituto de Ciencias Jurídicas del CSIC. Se supone que esta obra incompleta no llegó a ver la luz por decisión expresa de la Corona española, que la declaró inconveniente al haberse firmado recientemente la Tregua de los doce años con las Provincias Unidas.
La deuda que  contrajo Hugo Grocio con varios filósofos ilustres de la época, como Francisco de Vitoria, máximo exponente de la Escuela de Salamanca, o Fernando Vázquez de Menchaca, fue inmensa, y así lo reconoció públicamente, expresando además su admiración y reconocimiento hacia los mismos.
Mare Liberum constituyó un auténtico hito que sentó las bases modernas del Derecho internacional marítimo.(CONVEMAR) Grocio apoyó sus tesis en el derecho natural y en el derecho de gentes tradicional, pero pasó a la posteridad al conseguir ampliar una reivindicación particular de las Provincias Unidas sobre el tráfico de mercancías con las Indias Orientales al derecho de todos los países a navegar y comerciar libremente. Esta libertad se ejercería de común acuerdo, y bajo unas normas que podrían restringirla o incluso anularla  -en ciertos casos por buenas razones, como sucede en la actualidad cuando existe impacto ecológico notorio provocado por un buque-, o simplemente debido a la protección de las costas de cada nación y de sus aguas territoriales.